# 莊心庠
莊心庠，廣東番禺縣人，晚清官員。進士出身。

## 生平
莊心庠於道光二十七年（1847年）考中丁未科二甲第九十四名進士，與張之萬、李鴻章、沈葆楨等同年。官至永綏同知。